# Pita de Gurney
La pita de Gurney (Hydrornis gurneyi) és una espècie d'ocell de la família dels pítids (Pittidae) que habita els boscos, dins la Península Malaia, del sud de Myanmar i zona limítrofa de Tailàndia.